# Scrupocellaria profundis
Scrupocellaria profundis är en mossdjursart som beskrevs av Osburn 1950. Scrupocellaria profundis ingår i släktet Scrupocellaria och familjen Candidae. Inga underarter finns listade i Catalogue of Life.